# 武仙座V535
武仙座V535，又名BD+21 3550，HD 173650、SAO 86405、HR 7058，是武仙座的一颗恒星，视星等为6.51，位于銀經52.11，銀緯11.05，其B1900.0坐标为赤經18h 41m 21s，赤緯+21° 11.05′ 46″。